# Landkreis Stollberg
Landkreis Stollberg is een voormalig Landkreis in de Duitse deelstaat Saksen. Het had een oppervlakte van 266,49 km² en een inwoneraantal van 87.237 (31 december 2007).

## Geschiedenis
Bij de herindeling van Saksen in 2008 is het samen met het voormalige Landkreisen Annaberg, Aue-Schwarzenberg en Mittleren Erzgebirgskreises opgegaan in het nieuwe Erzgebirgskreis.

## Steden en gemeenten
De volgende steden en gemeenten lagen in het district:
| Steden                                                                                   | Gemeenten |
| ---------------------------------------------------------------------------------------- | --- |
| 1. Lugau/Erzgeb. 2. Oelsnitz/Erzgeb. 3. Stollberg/Erzgeb. 4. Thalheim/Erzgeb. 5. Zwönitz | 1. Auerbach (Erzgebirge) 2. Burkhardtsdorf 3. Erlbach-Kirchberg 4. Gornsdorf 5. Hohndorf 6. Hormersdorf 7. Jahnsdorf/Erzgeb. 8. Neukirchen/Erzgeb. 9. Niederdorf 10. Niederwürschnitz |

In het district lagen 3 zogenaamde Verwaltungsgemeinschaften. Deze zijn vergelijkbaar met Nederlandse kaderwetgebieden. De taken van de Duitse variant zijn echter anders dan die in Nederland. De Verwaltungsgemeinschaften zijn:
- Auerbach (Auerbach, Gornsdorf, Hormersdorf)
- Lugau/Erzgebirge (Erlbach-Kirchberg, Lugau/Erzgeb., Niederwürschnitz)
- Stollberg/Erzgebirge (Niederdorf, Stollberg/Erzgeb.)